# Jugalbandi
Jugalbandi (auch: Jugalbandhi, Devanagari: जुगलबंदी, Urdu جگلبندئ, bengalisch যুগলবন্ধী, Kannada ಜುಗಲ್‌ಬಂದಿ) ist eine musikalische Darbietungsform in der klassischen indischen Musik, vor allem in der nordindischen klassischen Musik (hindustanischen Musik). Dabei handelt es sich um ein Duett zweier Solo-Musiker. Das Wort jugalbandi bedeutet wörtlich „verbundene Zwillinge“. Das Duett kann vokal oder instrumental sein.
Oft spielen Musiker mit unterschiedlichen Melodieinstrumenten zusammen, wie zum Beispiel bei den berühmten Jugalbandis von Ravi Shankar mit sitar und Ali Akbar Khan mit sarod, die seit den 1940ern zusammen auftraten. Gelegentlich kommen die Musiker aus der hindustanischen und der karnatischen Musik. Die Besonderheit ist dabei, dass beim Jugalbandi die beiden Solostimmen gleichberechtigt nebeneinander auftreten. Jugalbandi ist ein Musikstück also nur, wenn keine der beiden Stimmen eine untergeordnete Stellung als Begleitung einnimmt. Die Musik wird so zum verspielten Wettbewerb zwischen den beiden Musikern.

## Stile
Jugalbandi mit einer hindustanischen und karnatischen Besetzung hat sich zu einem relativ verbreiteten Schema entwickelt. Oft spielt ein hindustanischer Musiker mit einer tabla zusammen, und ein karnatischer Musiker lässt sich auf einer mridangam begleiten. Beide Musiker entwickeln zunächst getrennt den Raga auf ihren Melodieinstrumenten, spielen abwechselnd, bis sie schließlich zu einem Zusammenspiel finden. Das gemeinsame Stück ist gewöhnlich in einem Raga, der nord- und südindische Traditionen vereint, wie zum Beispiel Yaman-Kalyani, Bhairavi-Sindhubhairavi und Keeravani.
Jasrangi ist eine neue Form des Jugalbandi. Sie ist nach Pandit Jasraj benannt. In dieser Stilrichtung singen eine Männerstimme und eine Frauenstimme die Tonskala eines Raga gleichzeitig beginnend mit unterschiedlichen Grundtönen (shadja sa) nach dem murchana-Prinzip der klassischen indischen Musik. Shadja sa wird zum zweiten Ton des Ragas und dann auf weitere Töne verlagert. Beide Sänger bleiben in der Skala des Raga und erhalten so dessen tonale Qualität.